# Robo mundial
Robo mundial es una serie de televisión por internet de comedia dramática argentina original de Star+. La trama sigue a un padre que intentará robar la Copa del Mundo, tras la eliminación de la selección Argentina en la clasificación para el próximo mundial, con el fin de que reincorporen al equipo en el campeonato y así poder llevarlo a su hijo. Está protagonizada por Joaquín Furriel, Benjamín Amadeo y Carla Quevedo. La serie se estrenó el 9 de noviembre de 2022.

## Sinopsis
Cuenta la historia de Lucho Buenaventura (Joaquín Furriel), tras ahorrar para viajar con su hijo Sebastián (Matías Luque) al Mundial, ve cómo la Selección de fútbol de Argentina queda descalificada luego de una sanción en las eliminatorias. Sin embargo, Lucho decide reunir a algunos de sus compañeros de trabajo para robar la Copa del Mundo en su gira promocional por Argentina con el objetivo de lograr la reincorporación del seleccionado al Mundial y así poder asistir con su hijo a la mayor competencia de fútbol.

## Elenco

### Principal
- Joaquín Furriel como Luciano "Lucho" Buenaventura.
- Benjamín Amadeo como Wally Castaneda.
- Carla Quevedo como Bárbara Simone.
- Javier Gómez como Frank Manila.
- Hugo Piccinini como Hugo "Fafa" Fafarelli.
- Diego De Paula como Andrés Ledesma.
- Hugo Quiril como Hugo.
- David Szechtman como Darío Freidman.
- Agustina Tremari como Moira San Román.
- Juan Isola como Rodolfo Morán.
- Matías Luque como Sebastián Buenaventura.

### Secundario
- Héctor Echavarría como "El Capo".
- Néstor Varzé como Néstor Tacchini.
- Denise Yáñez como Victoria "Vicky" Sáenz.
- Marcelo Subiotto como Aníbal.

### Participaciones
- Daniel Pacheco como Sandor.
- Jazmín Falak como Mónica.
- Arturo Puig como Guillermo
- Sergio Goycochea como Él mismo.
- Oscar Ruggeri como Él mismo.
- Maximiliano Rodríguez como Él mismo.
- Sebastián Vignolo como Él mismo.
- Daniel Arcucci como Él mismo.
- Marcelo Sottile como Él mismo.
- Federico Bulos como Él mismo.
- Diego Fucks como Él mismo.

## Episodios
| N.º | Título                      | Dirigido por   | Escrito por                                                     | Fecha de emisión original |
| --- | --------------------------- | -------------- | --------------------------------------------------------------- | ------------------------- |
| 1   | «Siamo Fuori»               | Gabriel Nicoli | Gabriel Nícoli, Jesús Braceras, Marcela Guerty y Martín Caamaño | 9 de noviembre de 2022    |
| 2   | «Dream Team»                | Gabriel Nicoli | Gabriel Nícoli, Jesús Braceras, Marcela Guerty y Martín Caamaño | 9 de noviembre de 2022    |
| 3   | «El robo»                   | Gabriel Nicoli | Gabriel Nícoli, Jesús Braceras, Marcela Guerty y Martín Caamaño | 9 de noviembre de 2022    |
| 4   | «Salvador Bilardo»          | Gabriel Nicoli | Gabriel Nícoli, Jesús Braceras, Marcela Guerty y Martín Caamaño | 9 de noviembre de 2022    |
| 5   | «Gollum»                    | Gabriel Nicoli | Gabriel Nícoli, Jesús Braceras, Marcela Guerty y Martín Caamaño | 9 de noviembre de 2022    |
| 6   | «Hoy te convertís en héroe» | Gabriel Nicoli | Gabriel Nícoli, Jesús Braceras, Marcela Guerty y Martín Caamaño | 9 de noviembre de 2022    |

## Desarrollo

### Producción
En febrero del 2022, se anunció que Star+ había iniciado con la producción de una nueva serie denominada Robo mundial (originalmente titulada La copa del mundo), la cual estaría bajo la dirección de Gabriel Nicoli. Asimismo, se confirmó que la serie se estrenaría en el 2023. Sin embargo, su lanzamiento se adelantó para el 9 de noviembre de 2022.

### Rodaje
La fotografía principal comenzó a mediados de febrero del 2022 en Buenos Aires.

### Casting
A comienzos de febrero del 2022, se informó que Joaquín Furriel, Benjamín Amadeo y Carla Quevedo fueron los primeros fichajes para elenco protagónico. Poco después, se anunció la incorporación de Javier Gómez, Hugo Piccinini, Diego De Paula, Hugo Quiril, David Szechtman, Agustina Tremari, Juan Isola y Matías Luque Benante al elenco principal, el cual contaría con la participación especial de Arturo Puig, como así también con figuras del deporte como futbolistas retirados y periodistas.

## Premios y nominaciones
| Lista de premios y nominaciones | Lista de premios y nominaciones | Lista de premios y nominaciones | Lista de premios y nominaciones | Lista de premios y nominaciones | Lista de premios y nominaciones | Lista de premios y nominaciones |
| Año                             | Organización                    | Categoría                       | Nominado/a (s)                  | Resultado                       | Ref(s)                          |                                 |
| ------------------------------- | ------------------------------- | ------------------------------- | ------------------------------- | ------------------------------- | ------------------------------- | ------------------------------- |
| 2023                            | Premios Produ                   | Mejor serie de comedia          | Robo mundial                    | Nominado                        | [ 11 ]                          |                                 |